# Provincia di Granada
Granada è una provincia della comunità autonoma dell'Andalusia, nella Spagna meridionale.

## Geografia
Confina con le province di Malaga a ovest, di Cordova a nord-ovest, di Jaén a nord, con la Castiglia-La Mancia (provincia di Albacete) e la comunità autonoma di Murcia a nord-est, con la provincia di Almería a est e con il mar Mediterraneo a sud (Costa Tropical).
La superficie è di 12.647 km², la popolazione nel 2009 era di 905.285 abitanti.
Il capoluogo è Granada, altri centri importanti sono Motril, Almuñécar, Guadix, Loja, Baza.

## Suddivisioni amministrative

### Comarche
- Alhama
- Alpujarra Granadina
- Baza
- Costa Granadina
- Guadix (Accitania)
- Huéscar
- Los Montes
- Loja
- Valle de Lecrín
- Vega de Granada